# Puccinia perplexans
Puccinia perplexans ist eine Ständerpilzart aus der Ordnung der Rostpilze (Pucciniales). Der Pilz ist ein Endoparasit von Hahnenfüße und Fuchsschwanzgräser. Symptome des Befalls durch die Art sind gelbe Rostflecken und Pusteln auf den Blattoberflächen der Wirtspflanzen. Das Verbreitungsgebiet umfasst Vorderasien und Europa.

## Merkmale
Puccinia perplexans ist mit bloßem Auge nur anhand der auf der Oberfläche des Wirtes hervortretenden Sporenlager zu erkennen. Sie wachsen in Nestern, die als gelbliche bis braune oder schwärzliche Flecken und Pusteln auf den Blattoberflächen erscheinen.
Das Myzel von Puccinia perplexans wächst wie bei allen Puccinia-Arten interzellulär und bildet Saugfäden, die in das Speichergewebe des Wirtes wachsen. Ihre Pyknien sind kugelig und eingesenkt. Die Aecien der Art wachsen in kleinen, runden bis länglichen Gruppen. Sie besitzen polyedrische bis kugelige oder ellipsoide Aecidiosporen von 18–26 × 15–20 µm, die farblos und warzig sind. Die Uredien sind rund bis länglich. Ihre Uredosporen sind kugelig bis oval, 19–35 × 14–25 µm groß und stachelwarzig. Die Telien der Art sind punkt- oder strichförmig, schwarz glänzend und bedeckt. Die Teleutosporen sind zweizellig, variabel geformt und 35–60 × 14–23 µm groß. Sie sind bräunlich, ihre Stiele sind fest und kurz.

## Verbreitung
Puccinia perplexans besitzt ein Verbreitungsgebiet, das sich über Europa und Vorderasien erstreckt.

## Ökologie
Die Wirtspflanzen von Puccinia perplexans sind als Haplont Hahnenfüße (Ranunculus spp.) sowie Fuchsschwanzgräser (Alopecurus spp.) für den Dikaryonten. Der Pilz ernährt sich von den im Speichergewebe der Pflanzen vorhandenen Nährstoffen, seine Sporenlager brechen später durch die Blattoberfläche und setzen Sporen frei. Die Art verfügt über einen Entwicklungszyklus mit Pyknien, Uredien, Telien und Aecidien.
In Europa benutzt der Pilz den Scharfen Hahnenfuß bzw. den Wiesen-Fuchsschwanz als Wirte. Das Auftreten von Puccinia perplexans scheint klimatisch bedingt zu sein, kann aber auf durch die Bewirtschaftung besonders Mulchen beeinflusst werden.